# SpiderMonkey
SpiderMonkey es el nombre en clave dado por Mozilla su implementación de intérprete de JavaScript que se emplea en el navegador Mozilla Firefox y en otros productos.

## Historia
SpiderMonkey fue desarrollado por Brendan Eich mientras trabajaba para Netscape Communications Corporation. Posteriormente pasó a ser licenciado como software libre y actualmente es mantenido por la Fundación Mozilla.[cita requerida]

## Características
SpiderMonkey está escrito en el lenguaje de programación C, en C++ y en Rust e incluye un compilador, un intérprete informático, un descompilador, un recolector de basura y clases estandarizadas.
Junto a su proyecto hermano Rhino, ha implementado el soporte para ECMAScript for XML

### TraceMonkey
Mozilla mejoró la optimización de SpiderMonkey mediante Trace Trees. Lanzado el 30 de junio de 2009 Firefox 3.5 incluye esta nueva técnica de optimización  que permite una mejora entre 20 y 40 veces en  algunos casos. en comparación  la versión 3.0.

## Usos
Está pensado para ser integrado en otras aplicaciones que funcionan como programas anfitriones para JavaScript. Las más conocidas implementaciones son Mozilla Firefox, Mozilla Application Suite y SeaMonkey, junto a Adobe Acrobat. SpiderMonkey es también el motor de JavaScript de MongoDB (pronto será remplazado por V8), Yahoo! Widget Engine (antes conocido como Konfabulator) y de UOX3, un emulador de Ultima Online. Además forma parte del conjunto de aplicaciones Sphere, para la creación videojuegos de rol. También es usado por el entorno de escritorio GNOME desde su versión 3. Actualmente el motor SpiderMonkey es utilizado en el videojuego de código abierto 0 A.D. (en su versión 78 ESR)